# 獵人突擊隊
獵人突擊隊（德語：Jagdkommando，簡稱：JaKdo）是奧地利聯邦軍屬下的一支特種部隊。

## 任務
獵人突擊隊的定位相當於美國陸軍特種部隊，主要聚焦在反恐和反叛亂作戰等特種任務。該部隊的士兵都是接受過嚴格訓練的專業人士，他們都具備一般常規部隊範圍以外的能力和專業知識。

## 部隊組成
- 總部
  - 第1特種作戰任務群
  - 第2特種作戰任務群
  - 第3特種作戰任務群（預備役）

## 歷史
“獵人突擊隊”的名字源自第一次世界大戰期間奧匈帝國軍的一支小規模突擊群。
現代奧地利特種部隊的歷史可追遡到1961年，當時一群奧地利軍官在美國陸軍遊騎兵學校研修，並在回國後舉辦類似美國陸軍游騎兵的招募課程，最終創立了獵人突擊隊。此後，該部隊的士兵和軍官透過在美國和歐洲各國實習，再併合源自奧地利本土的戰術和知識來完善作戰能力。不久，獵人突擊隊就贏得了外國特種部隊的尊重。該部隊的總部位於維也納新城。
有關獵人突擊隊的任務都被列作機密，但目前已知他們會在常規奧地利部隊活躍的地區執行任務，包括：巴爾幹半島、阿富汗和乍得。
2008—09年，獵人突擊隊被部署到乍得東部的一處難民營作保安任務
。
2016年巴爾赫內行動期間，獵人突擊隊跟隨法國特種部隊一同部署到馬里。

## 裝備

### 個人武器

#### 突擊步槍
| 武器名稱  | 原產地 | 備註            |
| --------- | ------ | --------------- |
| 斯泰爾AUG | 奥地利 | 現役型號為A3 SF |

#### 衝鋒槍
| 武器名稱 | 原產地 | 備註 |
| -------- | ------ | ---- |
| FN P90   | 比利时 | -    |

#### 機槍
| 武器名稱 | 原產地 | 備註 |
| -------- | ------ | ---- |
| MG74     | 奥地利 | -    |

#### 狙擊步槍
| 武器名稱     | 原產地 | 備註       |
| ------------ | ------ | ---------- |
| 斯泰爾SSG 69 | 奥地利 | -          |
| 斯泰爾SSG 04 | 奥地利 | -          |
| 斯泰爾SSG 08 | 奥地利 | -          |
| HK417        | 德国   | -          |
| 巴雷特M82A1  | 美国   | 反器材步槍 |
| 巴雷特M95    | 美国   | 反器材步槍 |

#### 霰彈槍
| 武器名稱  | 原產地 | 備註 |
| --------- | ------ | ---- |
| 雷明登870 | 美国   | -    |

#### 手槍
| 武器名稱   | 原產地 | 備註                 |
| ---------- | ------ | -------------------- |
| 克拉克系列 | 奥地利 | 型號為17／18／21／26 |

### 個人裝備
- 作戰服
  -  奧地利聯邦軍數碼迷彩服
  -  CLAWGEAR作戰服（Multicam樣式）
  -  Crye Precision G3作戰服（Multicam樣式）
- 戰術頭盔
  -  Ops-Core FAST Maritime
- 抗噪耳機
  -  3M Peltor Comtac XP
  -  MSA Sordin
- 攜板背心
  -  Lindnerhof Taktik Gen.5定制版
  -  Lindnerhof Taktik HL044
  -  Sioen Tacticum
  -  5.11 Tactical All Missions Plate Carrier
  -  Crye Precision JPC
- 夜視儀
  -  Theon Mikron
- 無線電